# Неделино (община)
Община Неделино се намира в Южна България и е една от съставните общини на област Смолян.

## География

### Положение, площ
Общината се намира в югоизточната част на Област Смолян. Границите ѝ са следните:
- на юг – община Златоград;
- на запад – община Мадан;
- на север – община Ардино, Област Кърджали;
- на изток – община Джебел, Област Кърджали.

С площта си от 102,252 km2, съставляваща 3,2% от площта на областта, заема последното място сред 10-те общини на областта.

## Релеф
Релефът на общината е ниско и средно планински и се простира в югозападната част на Източните Родопи. Средната надморска височина е 400 – 500 м.
Нейната територия изцяло се заема от централните, най-високи части на източнородопския рид Жълти дял. Максималната височина рида и на общината е връх Аладаг 1240,5 m, разположен на границата с община Ардино, на 1 km северно от село Гърнати, а минималната – 434 m, в коритото на Неделинска река, на границата с община Златоград, югоизточно от село Крайна.
Горският фонд на общината обхваща 72 795 дка, от тях 19 741 дка са заети от широколистни гори, а иглолистните – 46 642 дка.

### Води
Основна водна артерия на община Неделино е Неделинска река (24 km, ляв приток на Върбица). Тя води началото си от община Мадан и протича през община Неделино от северозапад на югоизток в дълбока, слабо залесена долина с част от горното и цялото си средно течение. Основни нейни притоци на територията на общината са реките: Мързянска (десен, влива се северозападно от гр. Неделино), Омарев дол (десен, влива се в гр. Неделино), Мъзълска (Тикленска, ляв, влива се при с. Крайна) и Припекска (ляв, влива се на границата с община Златоград).

## Население
В община Неделино живеят 8928 души, а градът има 4659 жители (включително 4382 мъже и 4546 жени). Гъстотата на населението е сравнително висока – 87,27 души/кв. км. Единствено село Гърнати е по-голямо по площ и второ по население, защото е разделено на 5 махали. Наблюдават се тенденции за сезонно обезлюдяване на общината. Темповете на застаряване на населението са по-ниски в сравнение със средните за страната.

### Етнически състав (2011)
Численост и дял на етническите групи според преброяването на населението през 2011 г.:
|                     | Численост | Дял (в %) |
| Общо                | 7221      | 100,00    |
| Българи             | 5600      | 77,55     |
| Турци               | –         | -         |
| Цигани              | –         | -         |
| Други               | –         | -         |
| Не се самоопределят | 24        | 0,33      |
| Неотговорили        | 1589      | 22,01     |

### Движение на населението (1934 – 2021)
| Община Неделино                               | Община Неделино | Община Неделино | Община Неделино | Община Неделино | Община Неделино | Община Неделино | Община Неделино | Община Неделино | Община Неделино | Община Неделино | Община Неделино |
| --------------------------------------------- | --------------- | --------------- | --------------- | --------------- | --------------- | --------------- | --------------- | --------------- | --------------- | --------------- | --------------- |
| Година                                        | 1934            | 1946            | 1956            | 1965            | 1975            | 1985            | 1992            | 2001            | 2011            | 2021            |                 |
| Население                                     | 2438            | 3137            | 3941            | 5083            | 8592            | 9489            | 9273            | 8715            | 7221            | 5079            |                 |
| Източници: Национален Статистически Институт, |                 |                 |                 |                 |                 |                 |                 |                 |                 |                 |                 |

### Населени места
Общината има 16 населени места с общо население от 5079 жители според последното преброяване от НСИ на 7 септември 2021 г.
| Населено място | Население (2021 г.) | Площ на землището km2 | Забележка (старо име)    | Населено място | Население (2021 г.) | Площ на землището km2 | Забележка (старо име)           |
| -------------- | ------------------- | --------------------- | ------------------------ | -------------- | ------------------- | --------------------- | ------------------------------- |
| Бурево         | 59                  | 2,785                 | Бурюву                   | Козарка        | 73                  | 3,865                 | Кьоравце                        |
| Върли дол      | 88                  | 9,180                 |                          | Кочани         | 94                  | 3,862                 |                                 |
| Върлино        | 86                  | 3,277                 | Ельнидже                 | Крайна         | 50                  | -                     | в з-щето на гр. Неделино        |
| Гърнати        | 189                 | 7,875                 | Гарнате                  | Кундево        | 173                 | 6,651                 | Кундюву                         |
| Диманово       | 58                  | 1,873                 |                          | Неделино       | 3477                | 43,330                | Узундере                        |
| Дуня           | 32                  | -                     | в з-щето на с. Върли дол | Оградна        | 138                 | 5,270                 |                                 |
| Еленка         | 103                 | 2,687                 | Кочански колиби          | Средец         | 268                 | 6,068                 | Тикла, Джемийска                |
| Изгрев         | 147                 | 3,542                 | Бозавек                  | Тънка бара     | 44                  | 1,987                 | Каровце                         |
|                |                     |                       |                          | ОБЩО           | 5079                | 102,252               | 2 населени места са без землища |

## Административно-териториални промени
- МЗ № 2820/обн. 14.08.1934 г. – преименува с. Узундере на с. Неделино;
- Указ № 232/обн. 26.03.1968 г. – заличава с. Тикла поради разделяне на съставните му населени местности и признаването им за отделни населени места;

– признава н.м. Мързян за отделно населено място – с. Върли дол;
– признава н.м. Върлино и н.м. Тънка бара (от бившето с. Тикла) за отделно населено място – с. Върлино;
– признава н.м. Диманово (от бившето с. Тикла) за отделно населено място – с. Диманово;
– признава н.м. Бозирог (от бившето с. Тикла) за отделно населено място – с. Изгрев;
– признава н.м. Козарка и н.м. Чекърци (от бившето с. Тикла) за отделно населено място – с. Козарка;
– признава н.м. Кочани и н.м. Раевица (от бившето с. Тикла) за отделно населено място – с. Кочани;
– признава н.м. Кундево (от бившето с. Тикла) за отделно населено място – с. Кундево;
– признава н.м. Оградна за отделно населено място – м. Оградна;
– признава н.м. Джамийска и н.м. Бурево (от бившето с. Тикла) за отделно населено място – с. Средец;
- Указ № 1942/обн. 17.09.1974 г. – признава с. Неделино за гр. Неделино;
- Указ № 1943/обн. 29.09.1974 г. – преименува с. Гарнате на с. Гърнати;
- Указ № 202/обн. 02.03.1976 г. – признава н.м. Кочански колиби (от с. Кочани) за отделно населено място – с. Кочански колиби;
- Указ № 469/обн. 27.04.1976 г. – преименува с. Кочански колиби на с. Еленка;
- Указ № 2932/обн. 30.09.1983 г. – признава н.м. Бурево (от с. Средец) за отделно населено място – с. Бурево;

– признава н.м. Тънка бара (от с. Върлино) за отделно населено място – с. Тънка бара;
- Указ № 250/обн. 22.08.1991 г. – признава н.м. Дуня (от с. Върли дол) за отделно населено място – с. Дуня;

– признава н.м. Крайна (от гр. Неделино) за отделно населено място – с. Крайна;
– признава м. Оградна за с. Оградна.

## Икономика
Горите са стратегически резерв на почти всички дейности в общината от значение за развитието на общинската икономика – туризъм, дърводобив и дървопреработване, лов и риболов, култивирано отглеждане и преработка на билки, гъби и горски плодове.
Основните култури, които се отглеждат са тютюнът, поради особено благоприятните климатични и географски особености, и картофите. Неделино е сред водещите общини в региона по производство на ориенталски тютюн.

## Транспорт
През общината преминава единствено участък от 14,4 km от Републикански път III-8652 (от km 6,2 до km 20,6) от Републиканската пътна мрежа на България.

## Топографска карта
- Лист от карта K-35-87. Мащаб: 1 : 100 000.